# Demoxepam
Demoxepam ist eine chemische Verbindung aus der Gruppe der Benzodiazepine. Es ist auch einer der primären Metaboliten von Chlordiazepoxid.

## Gewinnung und Darstellung
Demoxepam kann durch eine mehrstufige Reaktion ausgehend von 4-Chloranilin (1) über 2-Amino-5-chlorbenzophenon (3) und andere Zwischenprodukte gewonnen werden.

## Verwendung
Demoxepam ist ein psychotroper Wirkstoff aus der Klasse der Benzodiazepine, die eine muskelrelaxierende und amnestische Wirkung besitzen. Die Plasma-Halbwertszeit beim Menschen schwankt zwischen 14 und 95 Stunden. Hierbei wird zu einer großen Zahl unterschiedlicher Metaboliten umgewandelt. Es wird als Zwischenprodukt zur Herstellung von Oxazepam verwendet.